# Sunishma Singh
Sunishma Singh (31 januari 1996) is een klimaatactiviste en influencer uit Fiji.

## Biografie
Singh is afkomstig uit Nadroga-Navosa en studeerde aan de Universiteit van de Zuidelijke Grote Oceaan (University of the South Pacific, USP) waar ze in 2018 een Bachelor of Science in Geospatial Information Systems behaalde en in 2020 een postgraduaat in Climate Change.
In 2015 pleitte ze voor het gebruik van hernieuwbare energie om de impact van klimaatverandering op onze economie te verminderen, onder andere op het Hibiscusfestival in Suva. Singh is sinds 2019 Resilience Officer voor de UN-Habitat (United Nations Human Settlements Programme). UN-Habitat werkt in Fiji samen met het Accelerator Lab Pacific met het zoeken naar oplossingen voor de dertien informele nederzettingen in de centrale en westelijke delen van Fiji (in de gemeente Lami, Sigatoka, Nadi en Lautoka), om mechanismen en strategieën voor het omgaan met voedsel en inkomen uit te werken voor de lokale bevolking die daar woont.
Singh was als jeugdmilieuactiviste afgevaardigd voor Fiji op de COP25 in Madrid in 2019. In maart 2021 was ze een van de sprekers op het 7th Asia-Pacific Adaptation Forum (APAN).